# قنجر ياباني
قنجر ياباني (الاسم العلمي: Conger japonicus) (بالإنجليزية: Beach conger)‏ هو نوع من الأسماك يتبع جنس القنجر من الفصيلة القنجرية.